# 陈汉昌
陈汉昌（1939年—2014年1月6日），男，四川荣昌人。中华人民共和国政治人物、书法家。

## 生平
1983年4月至1986年9月，任中共西藏自治区党委副秘书长。1986年9月，任西藏自治区航空公司总经理。1988年9月，任西藏自治区政府秘书长。1989年8月，任西藏自治区党委秘书长。1993年1月，西藏自治区党委常委、宣传部长。1998年5月，任西藏自治区政协副主席。